# BP-42

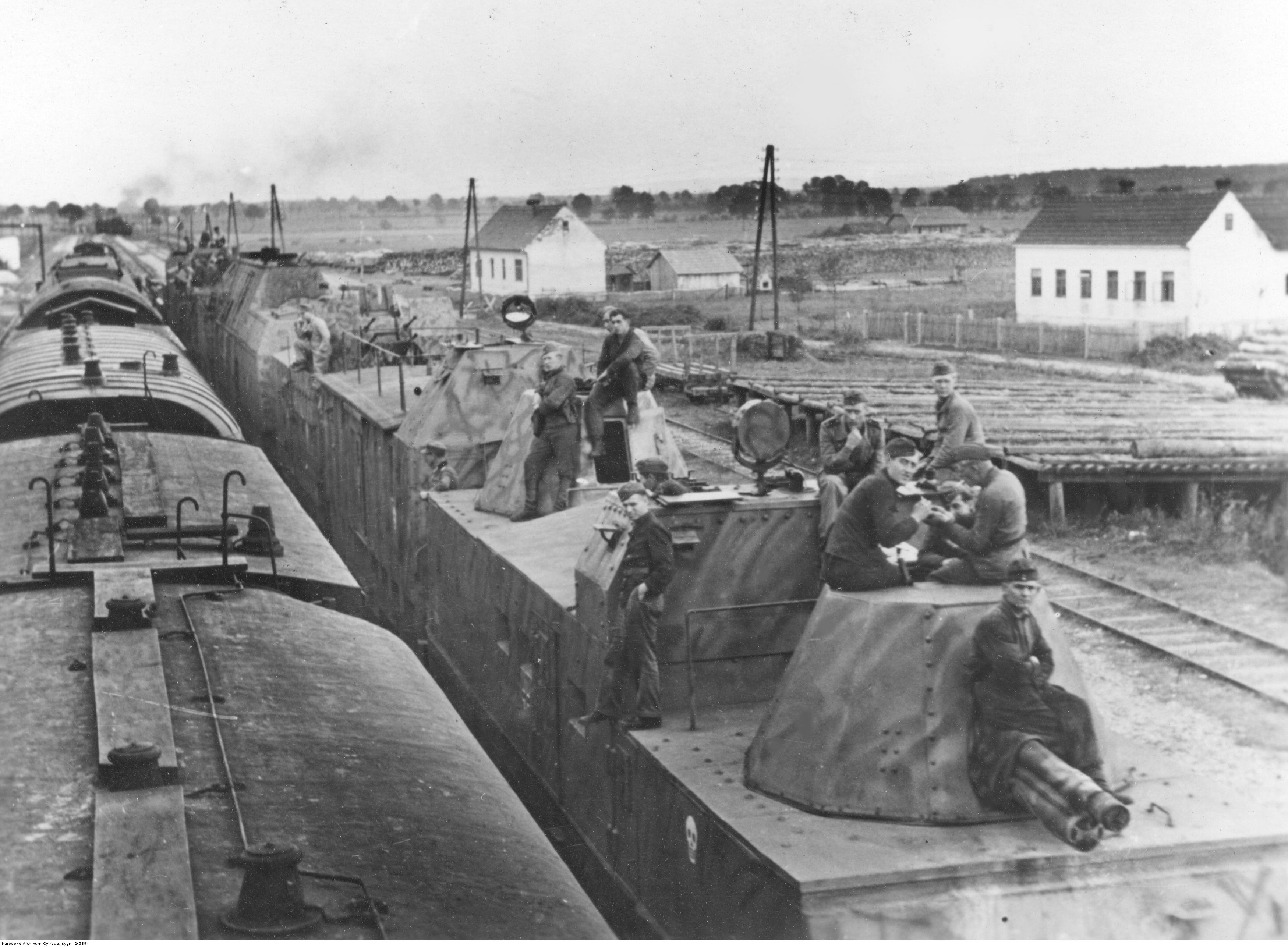
Niemiecki pociąg pancerny BP-42 na stacji kolejowej

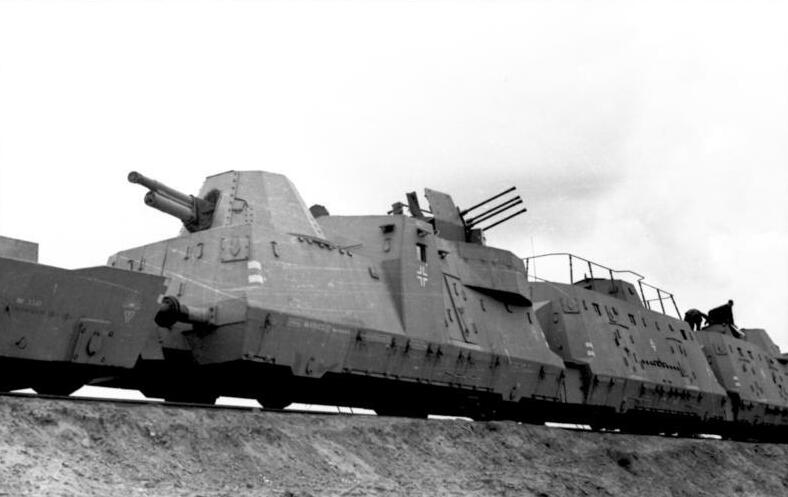
Działo przeciwlotnicze 2 cm Flakvierling 38 będące uzbrojeniem pociągu pancernego BP-42

BP-42 (Einheits Panzerzug 42) – niemiecki pociąg pancerny wykorzystywany przez Wehrmacht w czasie II wojny światowej.
Zmodernizowana wersja pociągu weszła do uzbrojenia Wehrmachtu pod oznaczeniem BP-44.

## Historia
Prace konstrukcyjne nad projektem standardowego (Einheits) niemieckiego pociągu pancernego rozpoczęto pod koniec 1940 roku w In 10, wykorzystując doświadczenia z eksploatacji dotychczas używanych niemieckich i polskich pociągów pancernych. Podczas prac studialnych starano się uwzględnić specyfikę działania pociągów pancernych zarówno w rejonach o gęstej sieci kolejowej, ale także takich gdy pociąg operował samodzielnie, bez możliwości uzupełniania zaopatrzenia. Dodatkowo BP-42 miał być zbudowany ze specjalnie opancerzonych wagonów artyleryjskich uzbrojonych w armaty, haubice, artylerię przeciwlotniczą i platformy z rampami zjazdowymi przewożące czołgi, które miały wspierać piechotę (pomysł przejęty z polskich pociągów). Sama piechota miała nie tylko ochraniać pociąg ale wykonywać też samodzielne działania bojowe.

## Budowa
Pociąg pancerny BP-42 był symetrycznie podzielony na dwie identyczne części, z opancerzoną lokomotywą – najczęściej typu Baureihe 57 (G 10) – umieszczoną w środku składu wraz z opancerzonym tendrem 3T. Podstawowy skład pociągu to cztery wagony artyleryjskie, po dwa wagony dowodzenia i piechoty, dwie platformy do przewozu czołgów PzKpfw 38(t), PzKpfw 35-S 739(f) lub H 38(f) oraz 1–2 samochody pancerne Panzerspähwagen P204(f), przystosowane do jazdy po szynach. Wyposażenie pociągu uzupełniały dwie platformy kontrolne ATG-8 na początku i końcu składu, służące do transportu dodatkowego wyposażenia takiego jak szyny i podkłady do napraw torowiska i jako trały przeciwminowe oraz (jeśli wymagała tego sytuacja), dodatkowe wagony gospodarcze z amunicją i żywnością.

## Uzbrojenie
Uzbrojeniem pociągu BP-42 była armata 7,62 cm FK 295/1(r) lub haubica 10-cm leFH 14/19(p) oraz działo przeciwlotnicze 2 cm Flakvierling 38. Opancerzenie wagonów wykonano z płyt pancernych utwardzanych powierzchniowo o grubości 15–30 milimetrów, łączonych za pomocą spawania. Lokomotywa Baureihe 57 (G 10), posiadała pancerz dystansowy umocowany na wysięgnikach, co dawało lepszą ochronę, gdyż po jego ewentualnym przebiciu nie następowało automatyczne uszkodzenie samej lokomotywy. Etatowy skład załogi pociągu pancernego BP-42 składał się z 6 oficerów, 56 podoficerów i 169 żołnierzy uzbrojonych w 98–142 pistolety, 22 pistolety maszynowe, 96–120 karabinów, 40 lub 42 karabiny maszynowe. 

## Ocena
Pierwsze pociągi trafiły do jednostek niemieckich w okresie od września do listopada 1942 roku i były wykorzystywane do końca wojny. Choć udane konstrukcyjnie, to przez niewystarczające uzbrojenie (w tym przeciwpancerne) i zbyt małą liczbę piechoty, nie sprawdziły się w starciu z radzieckimi czołgami i liczną partyzantką. Dobrze natomiast sprawowały się jako ruchome baterie artyleryjskie lub wysunięte stanowiska obserwacyjne artylerii. 
Głównym producentem pociągów pancernych BP-42 były zakłady Linke-Hofmann Werke we Wrocławiu, wagony wykonywały też zakłady Dessauer Waggonfabrik GmbH w Dessau, Berliner Maschinenbau-Actien-Gesellschaft vormals L. Schwartzkopff w Berlinie i Schichau-Werke w Elblągu. 

## Źródło
- Janusz Ledwoch: Panzerzüge. Warszawa: Wydawnictwo Militaria, 2015, s. 26-30. ISBN 978-83-7219-417-6.